# Hans Adam Bayrhoff
Hans Adam Bayrhoff (* 12. Dezember 1650 in Füssen; † 16. Mai 1722 ebenda; auch Adam Bayrhoff oder Johann Adam Bayrhoff), war ein Füssener Bildhauer des Barock.

## Leben
Über das Leben von Hans Adam Bayrhoff ist nur wenig bekannt. Er war das dritte von sieben Kindern des Bildhauers Georg Bayrhoff und ist verwandt mit dem Geigenbauer Johann Georg Bayrhof. 1685 heiratete er im böhmischen Habelschwerdt Magdalena Bach, mit der er zwölf Kinder hatte.

## Werk

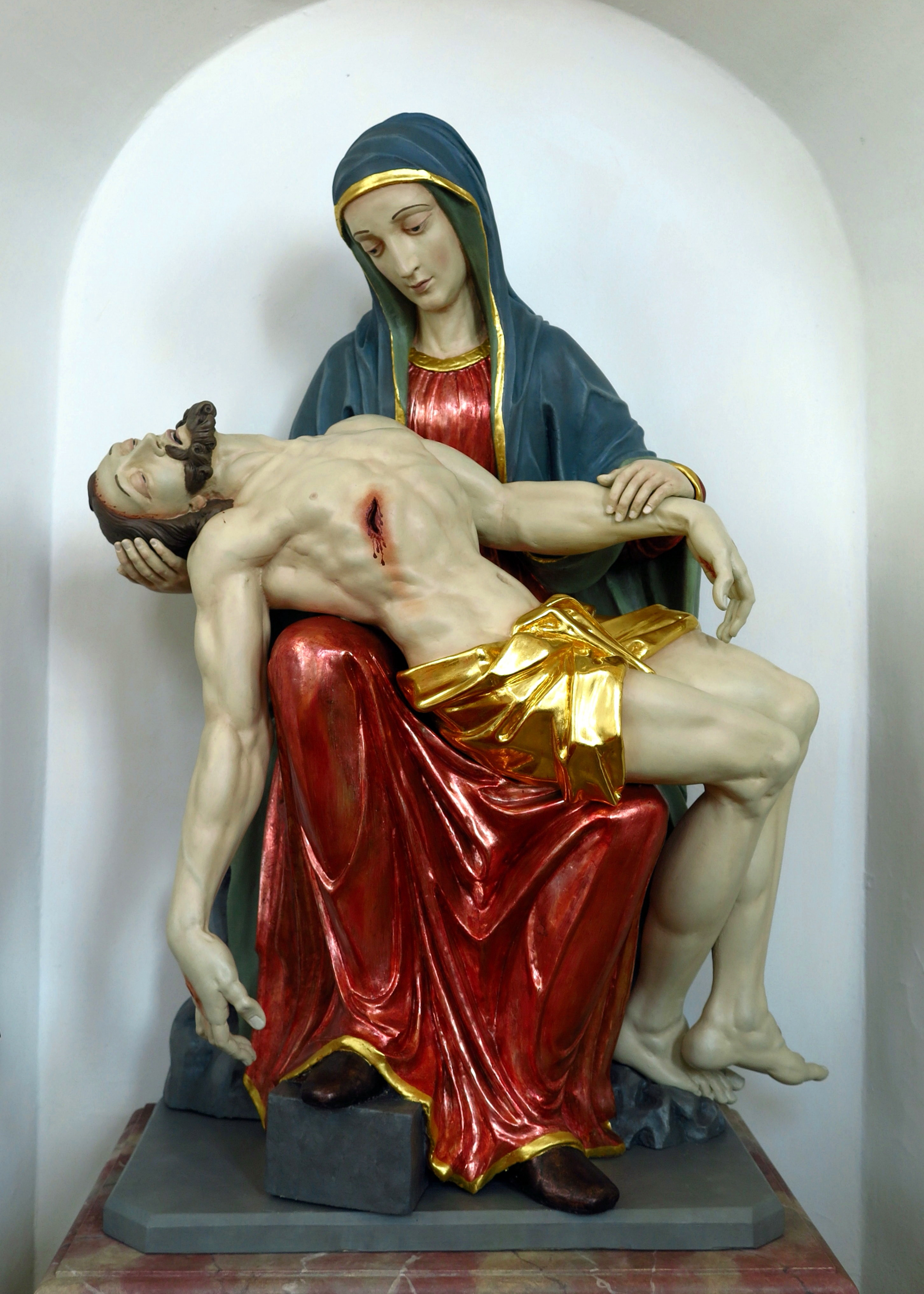
Pietà in der Pfarrkirche Mariä Himmelfahrt in Altdorf (Zuschreibung, derzeit in Verwahrung)

Da Bayrhoff seine Werke nicht signierte und die Quellenlage dürftig ist, beruht die Zuordnung von fast allen Werken auf Zuschreibung. Als gesichert gilt nur ein großes Kruzifix im Langhaus der Pfarrkirche St. Thomas in Hirschzell. Ihm zugeschrieben werden unter anderem Kruzifixe in den Sakristeien der Pfarrkirche St. Maria und Florian in Waltenhofen und der Füssener Franziskanerkirche, in der Aussegnungshalle des Füssener Waldfriedhofs und in der Wallfahrtskirche St. Alban in Aitrang, eine Patrona-Bavariae-Figur in der Filialkirche St. Georg in Schwangau und Seitenaltarfiguren in der Kirche St. Sebastian in Füssen. Möglicherweise stammen auch Figuren in weiteren Kirchen der Region von ihm, darunter eine Marienfigur und eine Ecce-Homo-Figur in der Wallfahrtskirche St. Coloman in Schwangau.